# Dieudonné Kabongo
Dieudonné Kabongo (Katanga, 1950 - Jette, 11 oktober 2011) was een Congolees-Belgisch kunstenaar. Sinds 1970 was hij Belgisch staatsburger. In 1984 won hij de eerste prijs op het Festival du Rire (festival van de lach) van Rochefort.
Kabongo was naast humorist, musicus en verteller ook acteur. Hij was onder andere te zien in de televisieseries Diamant en Terug naar Oosterdonk.
Tijdens een theatervoorstelling in het cultureel centrum van Jette op 11 oktober 2011 werd hij onwel en overleed kort daarna.

## Theater
- Méfiez-vous des tsé-tsé
- Atterrissage als Denis Mpunga
- L’invisible als Astrid Mamina
- Droits de Succession
- Bas les Masques

## Filmografie
- 1989 Ti amo
- 1991 La sensation
- 1996 Le Damier
- 1998 Pièces d’identité
- 1999 Jean Baltazaarrr (videoclip van Arno en Beverly Jo Scott)
- 2000 Lumumba
- 2005 Juju Factory
- 2005 Le Plus Beau Jour de ma vie
- 2005 Les Habit neuf du Gouverneur
- 2005 Le Couperet
- 2010 Plus belle la vie

- Bibliothèque nationale de France: cb15618682v (data)
- International Standard Name Identifier: 0000 0001 2970 435X
- Library of Congress Control Number: no2014113312
- MusicBrainz: 626e0d34-e43d-4e1c-8af4-105a49d2d602
- Système universitaire de documentation: 158368452
- Virtual International Authority File: 37241439
- WorldCat: E39PBJtMrdxf7XPDpgfcPrbPQq